# Donacia marginata
Donacia marginata is een keversoort uit de familie bladkevers (Chrysomelidae). De wetenschappelijke naam van de soort werd in 1795 gepubliceerd door Hoppe.

## Kenmerken
Volwassen dieren zijn 8-11 mm lang. Het lichaam is donker bronskleurig met een groenige, koperen of gouden glans. Op het achtste en negende segment van de dekschilden bevindt zich meestal een smalle paarse lengtestreep. De onderzijde van het lichaam is bedekt met witachtige haartjes. 
Deeze soort wordt gekenmerkt door de volgende kenmerken:
- Het eerste segment van de dekschilden is dwars gerimpeld.
- De rijen stippen op de dekschilden verdwijnen bijna naar de top toe.

De larven zijn 8-16 mm lang, wit met een roodachtige kop en poten. Het lichaam is licht S-vormig gebogen. De poten hebben drie leden, elk met één klauwtje.

## Ecologie
Ze leven aan de oevers van stilstaande wateren en langzaam stromende rivieren. Ze voeden zich met de bladeren van riet, zegge, watergentiaan en gele lis. De kevers knagen een klein kuiltje in het blad, dat ze over de lengte uitbreiden en soms een beetje zijwaarts gaan en de aderen doorkruisen. In de gemaakte gangen kunnen doorgaande gaten voorkomen.